# Finale de fous de couleurs opposées
Aux échecs, les finales de fous de couleurs opposées surviennent lorsque chaque joueur ne possède plus qu'un fou, mais que ceux-ci se déplacent sur des cases de couleurs différentes : l’un sur les cases blanches, l’autre sur les cases noires. 

## Fréquentes parties nulles
|   | a | b | c | d | e | f | g | h |   |
| 8 | Pion blanc sur case blanche a6 · Roi noir sur case blanche e6 · Fou noir sur case blanche g4 · Roi blanc sur case blanche g2 · Fou blanc sur case noire h2 | Pion blanc sur case blanche a6 · Roi noir sur case blanche e6 · Fou noir sur case blanche g4 · Roi blanc sur case blanche g2 · Fou blanc sur case noire h2 | Pion blanc sur case blanche a6 · Roi noir sur case blanche e6 · Fou noir sur case blanche g4 · Roi blanc sur case blanche g2 · Fou blanc sur case noire h2 | Pion blanc sur case blanche a6 · Roi noir sur case blanche e6 · Fou noir sur case blanche g4 · Roi blanc sur case blanche g2 · Fou blanc sur case noire h2 | Pion blanc sur case blanche a6 · Roi noir sur case blanche e6 · Fou noir sur case blanche g4 · Roi blanc sur case blanche g2 · Fou blanc sur case noire h2 | Pion blanc sur case blanche a6 · Roi noir sur case blanche e6 · Fou noir sur case blanche g4 · Roi blanc sur case blanche g2 · Fou blanc sur case noire h2 | Pion blanc sur case blanche a6 · Roi noir sur case blanche e6 · Fou noir sur case blanche g4 · Roi blanc sur case blanche g2 · Fou blanc sur case noire h2 | Pion blanc sur case blanche a6 · Roi noir sur case blanche e6 · Fou noir sur case blanche g4 · Roi blanc sur case blanche g2 · Fou blanc sur case noire h2 | 8 |
| 7 | Pion blanc sur case blanche a6 · Roi noir sur case blanche e6 · Fou noir sur case blanche g4 · Roi blanc sur case blanche g2 · Fou blanc sur case noire h2 | Pion blanc sur case blanche a6 · Roi noir sur case blanche e6 · Fou noir sur case blanche g4 · Roi blanc sur case blanche g2 · Fou blanc sur case noire h2 | Pion blanc sur case blanche a6 · Roi noir sur case blanche e6 · Fou noir sur case blanche g4 · Roi blanc sur case blanche g2 · Fou blanc sur case noire h2 | Pion blanc sur case blanche a6 · Roi noir sur case blanche e6 · Fou noir sur case blanche g4 · Roi blanc sur case blanche g2 · Fou blanc sur case noire h2 | Pion blanc sur case blanche a6 · Roi noir sur case blanche e6 · Fou noir sur case blanche g4 · Roi blanc sur case blanche g2 · Fou blanc sur case noire h2 | Pion blanc sur case blanche a6 · Roi noir sur case blanche e6 · Fou noir sur case blanche g4 · Roi blanc sur case blanche g2 · Fou blanc sur case noire h2 | Pion blanc sur case blanche a6 · Roi noir sur case blanche e6 · Fou noir sur case blanche g4 · Roi blanc sur case blanche g2 · Fou blanc sur case noire h2 | Pion blanc sur case blanche a6 · Roi noir sur case blanche e6 · Fou noir sur case blanche g4 · Roi blanc sur case blanche g2 · Fou blanc sur case noire h2 | 7 |
| 6 | Pion blanc sur case blanche a6 · Roi noir sur case blanche e6 · Fou noir sur case blanche g4 · Roi blanc sur case blanche g2 · Fou blanc sur case noire h2 | Pion blanc sur case blanche a6 · Roi noir sur case blanche e6 · Fou noir sur case blanche g4 · Roi blanc sur case blanche g2 · Fou blanc sur case noire h2 | Pion blanc sur case blanche a6 · Roi noir sur case blanche e6 · Fou noir sur case blanche g4 · Roi blanc sur case blanche g2 · Fou blanc sur case noire h2 | Pion blanc sur case blanche a6 · Roi noir sur case blanche e6 · Fou noir sur case blanche g4 · Roi blanc sur case blanche g2 · Fou blanc sur case noire h2 | Pion blanc sur case blanche a6 · Roi noir sur case blanche e6 · Fou noir sur case blanche g4 · Roi blanc sur case blanche g2 · Fou blanc sur case noire h2 | Pion blanc sur case blanche a6 · Roi noir sur case blanche e6 · Fou noir sur case blanche g4 · Roi blanc sur case blanche g2 · Fou blanc sur case noire h2 | Pion blanc sur case blanche a6 · Roi noir sur case blanche e6 · Fou noir sur case blanche g4 · Roi blanc sur case blanche g2 · Fou blanc sur case noire h2 | Pion blanc sur case blanche a6 · Roi noir sur case blanche e6 · Fou noir sur case blanche g4 · Roi blanc sur case blanche g2 · Fou blanc sur case noire h2 | 6 |
| 5 | Pion blanc sur case blanche a6 · Roi noir sur case blanche e6 · Fou noir sur case blanche g4 · Roi blanc sur case blanche g2 · Fou blanc sur case noire h2 | Pion blanc sur case blanche a6 · Roi noir sur case blanche e6 · Fou noir sur case blanche g4 · Roi blanc sur case blanche g2 · Fou blanc sur case noire h2 | Pion blanc sur case blanche a6 · Roi noir sur case blanche e6 · Fou noir sur case blanche g4 · Roi blanc sur case blanche g2 · Fou blanc sur case noire h2 | Pion blanc sur case blanche a6 · Roi noir sur case blanche e6 · Fou noir sur case blanche g4 · Roi blanc sur case blanche g2 · Fou blanc sur case noire h2 | Pion blanc sur case blanche a6 · Roi noir sur case blanche e6 · Fou noir sur case blanche g4 · Roi blanc sur case blanche g2 · Fou blanc sur case noire h2 | Pion blanc sur case blanche a6 · Roi noir sur case blanche e6 · Fou noir sur case blanche g4 · Roi blanc sur case blanche g2 · Fou blanc sur case noire h2 | Pion blanc sur case blanche a6 · Roi noir sur case blanche e6 · Fou noir sur case blanche g4 · Roi blanc sur case blanche g2 · Fou blanc sur case noire h2 | Pion blanc sur case blanche a6 · Roi noir sur case blanche e6 · Fou noir sur case blanche g4 · Roi blanc sur case blanche g2 · Fou blanc sur case noire h2 | 5 |
| 4 | Pion blanc sur case blanche a6 · Roi noir sur case blanche e6 · Fou noir sur case blanche g4 · Roi blanc sur case blanche g2 · Fou blanc sur case noire h2 | Pion blanc sur case blanche a6 · Roi noir sur case blanche e6 · Fou noir sur case blanche g4 · Roi blanc sur case blanche g2 · Fou blanc sur case noire h2 | Pion blanc sur case blanche a6 · Roi noir sur case blanche e6 · Fou noir sur case blanche g4 · Roi blanc sur case blanche g2 · Fou blanc sur case noire h2 | Pion blanc sur case blanche a6 · Roi noir sur case blanche e6 · Fou noir sur case blanche g4 · Roi blanc sur case blanche g2 · Fou blanc sur case noire h2 | Pion blanc sur case blanche a6 · Roi noir sur case blanche e6 · Fou noir sur case blanche g4 · Roi blanc sur case blanche g2 · Fou blanc sur case noire h2 | Pion blanc sur case blanche a6 · Roi noir sur case blanche e6 · Fou noir sur case blanche g4 · Roi blanc sur case blanche g2 · Fou blanc sur case noire h2 | Pion blanc sur case blanche a6 · Roi noir sur case blanche e6 · Fou noir sur case blanche g4 · Roi blanc sur case blanche g2 · Fou blanc sur case noire h2 | Pion blanc sur case blanche a6 · Roi noir sur case blanche e6 · Fou noir sur case blanche g4 · Roi blanc sur case blanche g2 · Fou blanc sur case noire h2 | 4 |
| 3 | Pion blanc sur case blanche a6 · Roi noir sur case blanche e6 · Fou noir sur case blanche g4 · Roi blanc sur case blanche g2 · Fou blanc sur case noire h2 | Pion blanc sur case blanche a6 · Roi noir sur case blanche e6 · Fou noir sur case blanche g4 · Roi blanc sur case blanche g2 · Fou blanc sur case noire h2 | Pion blanc sur case blanche a6 · Roi noir sur case blanche e6 · Fou noir sur case blanche g4 · Roi blanc sur case blanche g2 · Fou blanc sur case noire h2 | Pion blanc sur case blanche a6 · Roi noir sur case blanche e6 · Fou noir sur case blanche g4 · Roi blanc sur case blanche g2 · Fou blanc sur case noire h2 | Pion blanc sur case blanche a6 · Roi noir sur case blanche e6 · Fou noir sur case blanche g4 · Roi blanc sur case blanche g2 · Fou blanc sur case noire h2 | Pion blanc sur case blanche a6 · Roi noir sur case blanche e6 · Fou noir sur case blanche g4 · Roi blanc sur case blanche g2 · Fou blanc sur case noire h2 | Pion blanc sur case blanche a6 · Roi noir sur case blanche e6 · Fou noir sur case blanche g4 · Roi blanc sur case blanche g2 · Fou blanc sur case noire h2 | Pion blanc sur case blanche a6 · Roi noir sur case blanche e6 · Fou noir sur case blanche g4 · Roi blanc sur case blanche g2 · Fou blanc sur case noire h2 | 3 |
| 2 | Pion blanc sur case blanche a6 · Roi noir sur case blanche e6 · Fou noir sur case blanche g4 · Roi blanc sur case blanche g2 · Fou blanc sur case noire h2 | Pion blanc sur case blanche a6 · Roi noir sur case blanche e6 · Fou noir sur case blanche g4 · Roi blanc sur case blanche g2 · Fou blanc sur case noire h2 | Pion blanc sur case blanche a6 · Roi noir sur case blanche e6 · Fou noir sur case blanche g4 · Roi blanc sur case blanche g2 · Fou blanc sur case noire h2 | Pion blanc sur case blanche a6 · Roi noir sur case blanche e6 · Fou noir sur case blanche g4 · Roi blanc sur case blanche g2 · Fou blanc sur case noire h2 | Pion blanc sur case blanche a6 · Roi noir sur case blanche e6 · Fou noir sur case blanche g4 · Roi blanc sur case blanche g2 · Fou blanc sur case noire h2 | Pion blanc sur case blanche a6 · Roi noir sur case blanche e6 · Fou noir sur case blanche g4 · Roi blanc sur case blanche g2 · Fou blanc sur case noire h2 | Pion blanc sur case blanche a6 · Roi noir sur case blanche e6 · Fou noir sur case blanche g4 · Roi blanc sur case blanche g2 · Fou blanc sur case noire h2 | Pion blanc sur case blanche a6 · Roi noir sur case blanche e6 · Fou noir sur case blanche g4 · Roi blanc sur case blanche g2 · Fou blanc sur case noire h2 | 2 |
| 1 | Pion blanc sur case blanche a6 · Roi noir sur case blanche e6 · Fou noir sur case blanche g4 · Roi blanc sur case blanche g2 · Fou blanc sur case noire h2 | Pion blanc sur case blanche a6 · Roi noir sur case blanche e6 · Fou noir sur case blanche g4 · Roi blanc sur case blanche g2 · Fou blanc sur case noire h2 | Pion blanc sur case blanche a6 · Roi noir sur case blanche e6 · Fou noir sur case blanche g4 · Roi blanc sur case blanche g2 · Fou blanc sur case noire h2 | Pion blanc sur case blanche a6 · Roi noir sur case blanche e6 · Fou noir sur case blanche g4 · Roi blanc sur case blanche g2 · Fou blanc sur case noire h2 | Pion blanc sur case blanche a6 · Roi noir sur case blanche e6 · Fou noir sur case blanche g4 · Roi blanc sur case blanche g2 · Fou blanc sur case noire h2 | Pion blanc sur case blanche a6 · Roi noir sur case blanche e6 · Fou noir sur case blanche g4 · Roi blanc sur case blanche g2 · Fou blanc sur case noire h2 | Pion blanc sur case blanche a6 · Roi noir sur case blanche e6 · Fou noir sur case blanche g4 · Roi blanc sur case blanche g2 · Fou blanc sur case noire h2 | Pion blanc sur case blanche a6 · Roi noir sur case blanche e6 · Fou noir sur case blanche g4 · Roi blanc sur case blanche g2 · Fou blanc sur case noire h2 | 1 |
|   | a | b | c | d | e | f | g | h |   |

|   | a | b | c | d | e | f | g | h |   |
| 8 | Pion noir sur case blanche d7 · Fou blanc sur case blanche g6 · Roi noir sur case blanche b5 · Pion noir sur case blanche b3 · Pion noir sur case noire e3 · Fou noir sur case noire d2 · Roi blanc sur case blanche d1 | Pion noir sur case blanche d7 · Fou blanc sur case blanche g6 · Roi noir sur case blanche b5 · Pion noir sur case blanche b3 · Pion noir sur case noire e3 · Fou noir sur case noire d2 · Roi blanc sur case blanche d1 | Pion noir sur case blanche d7 · Fou blanc sur case blanche g6 · Roi noir sur case blanche b5 · Pion noir sur case blanche b3 · Pion noir sur case noire e3 · Fou noir sur case noire d2 · Roi blanc sur case blanche d1 | Pion noir sur case blanche d7 · Fou blanc sur case blanche g6 · Roi noir sur case blanche b5 · Pion noir sur case blanche b3 · Pion noir sur case noire e3 · Fou noir sur case noire d2 · Roi blanc sur case blanche d1 | Pion noir sur case blanche d7 · Fou blanc sur case blanche g6 · Roi noir sur case blanche b5 · Pion noir sur case blanche b3 · Pion noir sur case noire e3 · Fou noir sur case noire d2 · Roi blanc sur case blanche d1 | Pion noir sur case blanche d7 · Fou blanc sur case blanche g6 · Roi noir sur case blanche b5 · Pion noir sur case blanche b3 · Pion noir sur case noire e3 · Fou noir sur case noire d2 · Roi blanc sur case blanche d1 | Pion noir sur case blanche d7 · Fou blanc sur case blanche g6 · Roi noir sur case blanche b5 · Pion noir sur case blanche b3 · Pion noir sur case noire e3 · Fou noir sur case noire d2 · Roi blanc sur case blanche d1 | Pion noir sur case blanche d7 · Fou blanc sur case blanche g6 · Roi noir sur case blanche b5 · Pion noir sur case blanche b3 · Pion noir sur case noire e3 · Fou noir sur case noire d2 · Roi blanc sur case blanche d1 | 8 |
| 7 | Pion noir sur case blanche d7 · Fou blanc sur case blanche g6 · Roi noir sur case blanche b5 · Pion noir sur case blanche b3 · Pion noir sur case noire e3 · Fou noir sur case noire d2 · Roi blanc sur case blanche d1 | Pion noir sur case blanche d7 · Fou blanc sur case blanche g6 · Roi noir sur case blanche b5 · Pion noir sur case blanche b3 · Pion noir sur case noire e3 · Fou noir sur case noire d2 · Roi blanc sur case blanche d1 | Pion noir sur case blanche d7 · Fou blanc sur case blanche g6 · Roi noir sur case blanche b5 · Pion noir sur case blanche b3 · Pion noir sur case noire e3 · Fou noir sur case noire d2 · Roi blanc sur case blanche d1 | Pion noir sur case blanche d7 · Fou blanc sur case blanche g6 · Roi noir sur case blanche b5 · Pion noir sur case blanche b3 · Pion noir sur case noire e3 · Fou noir sur case noire d2 · Roi blanc sur case blanche d1 | Pion noir sur case blanche d7 · Fou blanc sur case blanche g6 · Roi noir sur case blanche b5 · Pion noir sur case blanche b3 · Pion noir sur case noire e3 · Fou noir sur case noire d2 · Roi blanc sur case blanche d1 | Pion noir sur case blanche d7 · Fou blanc sur case blanche g6 · Roi noir sur case blanche b5 · Pion noir sur case blanche b3 · Pion noir sur case noire e3 · Fou noir sur case noire d2 · Roi blanc sur case blanche d1 | Pion noir sur case blanche d7 · Fou blanc sur case blanche g6 · Roi noir sur case blanche b5 · Pion noir sur case blanche b3 · Pion noir sur case noire e3 · Fou noir sur case noire d2 · Roi blanc sur case blanche d1 | Pion noir sur case blanche d7 · Fou blanc sur case blanche g6 · Roi noir sur case blanche b5 · Pion noir sur case blanche b3 · Pion noir sur case noire e3 · Fou noir sur case noire d2 · Roi blanc sur case blanche d1 | 7 |
| 6 | Pion noir sur case blanche d7 · Fou blanc sur case blanche g6 · Roi noir sur case blanche b5 · Pion noir sur case blanche b3 · Pion noir sur case noire e3 · Fou noir sur case noire d2 · Roi blanc sur case blanche d1 | Pion noir sur case blanche d7 · Fou blanc sur case blanche g6 · Roi noir sur case blanche b5 · Pion noir sur case blanche b3 · Pion noir sur case noire e3 · Fou noir sur case noire d2 · Roi blanc sur case blanche d1 | Pion noir sur case blanche d7 · Fou blanc sur case blanche g6 · Roi noir sur case blanche b5 · Pion noir sur case blanche b3 · Pion noir sur case noire e3 · Fou noir sur case noire d2 · Roi blanc sur case blanche d1 | Pion noir sur case blanche d7 · Fou blanc sur case blanche g6 · Roi noir sur case blanche b5 · Pion noir sur case blanche b3 · Pion noir sur case noire e3 · Fou noir sur case noire d2 · Roi blanc sur case blanche d1 | Pion noir sur case blanche d7 · Fou blanc sur case blanche g6 · Roi noir sur case blanche b5 · Pion noir sur case blanche b3 · Pion noir sur case noire e3 · Fou noir sur case noire d2 · Roi blanc sur case blanche d1 | Pion noir sur case blanche d7 · Fou blanc sur case blanche g6 · Roi noir sur case blanche b5 · Pion noir sur case blanche b3 · Pion noir sur case noire e3 · Fou noir sur case noire d2 · Roi blanc sur case blanche d1 | Pion noir sur case blanche d7 · Fou blanc sur case blanche g6 · Roi noir sur case blanche b5 · Pion noir sur case blanche b3 · Pion noir sur case noire e3 · Fou noir sur case noire d2 · Roi blanc sur case blanche d1 | Pion noir sur case blanche d7 · Fou blanc sur case blanche g6 · Roi noir sur case blanche b5 · Pion noir sur case blanche b3 · Pion noir sur case noire e3 · Fou noir sur case noire d2 · Roi blanc sur case blanche d1 | 6 |
| 5 | Pion noir sur case blanche d7 · Fou blanc sur case blanche g6 · Roi noir sur case blanche b5 · Pion noir sur case blanche b3 · Pion noir sur case noire e3 · Fou noir sur case noire d2 · Roi blanc sur case blanche d1 | Pion noir sur case blanche d7 · Fou blanc sur case blanche g6 · Roi noir sur case blanche b5 · Pion noir sur case blanche b3 · Pion noir sur case noire e3 · Fou noir sur case noire d2 · Roi blanc sur case blanche d1 | Pion noir sur case blanche d7 · Fou blanc sur case blanche g6 · Roi noir sur case blanche b5 · Pion noir sur case blanche b3 · Pion noir sur case noire e3 · Fou noir sur case noire d2 · Roi blanc sur case blanche d1 | Pion noir sur case blanche d7 · Fou blanc sur case blanche g6 · Roi noir sur case blanche b5 · Pion noir sur case blanche b3 · Pion noir sur case noire e3 · Fou noir sur case noire d2 · Roi blanc sur case blanche d1 | Pion noir sur case blanche d7 · Fou blanc sur case blanche g6 · Roi noir sur case blanche b5 · Pion noir sur case blanche b3 · Pion noir sur case noire e3 · Fou noir sur case noire d2 · Roi blanc sur case blanche d1 | Pion noir sur case blanche d7 · Fou blanc sur case blanche g6 · Roi noir sur case blanche b5 · Pion noir sur case blanche b3 · Pion noir sur case noire e3 · Fou noir sur case noire d2 · Roi blanc sur case blanche d1 | Pion noir sur case blanche d7 · Fou blanc sur case blanche g6 · Roi noir sur case blanche b5 · Pion noir sur case blanche b3 · Pion noir sur case noire e3 · Fou noir sur case noire d2 · Roi blanc sur case blanche d1 | Pion noir sur case blanche d7 · Fou blanc sur case blanche g6 · Roi noir sur case blanche b5 · Pion noir sur case blanche b3 · Pion noir sur case noire e3 · Fou noir sur case noire d2 · Roi blanc sur case blanche d1 | 5 |
| 4 | Pion noir sur case blanche d7 · Fou blanc sur case blanche g6 · Roi noir sur case blanche b5 · Pion noir sur case blanche b3 · Pion noir sur case noire e3 · Fou noir sur case noire d2 · Roi blanc sur case blanche d1 | Pion noir sur case blanche d7 · Fou blanc sur case blanche g6 · Roi noir sur case blanche b5 · Pion noir sur case blanche b3 · Pion noir sur case noire e3 · Fou noir sur case noire d2 · Roi blanc sur case blanche d1 | Pion noir sur case blanche d7 · Fou blanc sur case blanche g6 · Roi noir sur case blanche b5 · Pion noir sur case blanche b3 · Pion noir sur case noire e3 · Fou noir sur case noire d2 · Roi blanc sur case blanche d1 | Pion noir sur case blanche d7 · Fou blanc sur case blanche g6 · Roi noir sur case blanche b5 · Pion noir sur case blanche b3 · Pion noir sur case noire e3 · Fou noir sur case noire d2 · Roi blanc sur case blanche d1 | Pion noir sur case blanche d7 · Fou blanc sur case blanche g6 · Roi noir sur case blanche b5 · Pion noir sur case blanche b3 · Pion noir sur case noire e3 · Fou noir sur case noire d2 · Roi blanc sur case blanche d1 | Pion noir sur case blanche d7 · Fou blanc sur case blanche g6 · Roi noir sur case blanche b5 · Pion noir sur case blanche b3 · Pion noir sur case noire e3 · Fou noir sur case noire d2 · Roi blanc sur case blanche d1 | Pion noir sur case blanche d7 · Fou blanc sur case blanche g6 · Roi noir sur case blanche b5 · Pion noir sur case blanche b3 · Pion noir sur case noire e3 · Fou noir sur case noire d2 · Roi blanc sur case blanche d1 | Pion noir sur case blanche d7 · Fou blanc sur case blanche g6 · Roi noir sur case blanche b5 · Pion noir sur case blanche b3 · Pion noir sur case noire e3 · Fou noir sur case noire d2 · Roi blanc sur case blanche d1 | 4 |
| 3 | Pion noir sur case blanche d7 · Fou blanc sur case blanche g6 · Roi noir sur case blanche b5 · Pion noir sur case blanche b3 · Pion noir sur case noire e3 · Fou noir sur case noire d2 · Roi blanc sur case blanche d1 | Pion noir sur case blanche d7 · Fou blanc sur case blanche g6 · Roi noir sur case blanche b5 · Pion noir sur case blanche b3 · Pion noir sur case noire e3 · Fou noir sur case noire d2 · Roi blanc sur case blanche d1 | Pion noir sur case blanche d7 · Fou blanc sur case blanche g6 · Roi noir sur case blanche b5 · Pion noir sur case blanche b3 · Pion noir sur case noire e3 · Fou noir sur case noire d2 · Roi blanc sur case blanche d1 | Pion noir sur case blanche d7 · Fou blanc sur case blanche g6 · Roi noir sur case blanche b5 · Pion noir sur case blanche b3 · Pion noir sur case noire e3 · Fou noir sur case noire d2 · Roi blanc sur case blanche d1 | Pion noir sur case blanche d7 · Fou blanc sur case blanche g6 · Roi noir sur case blanche b5 · Pion noir sur case blanche b3 · Pion noir sur case noire e3 · Fou noir sur case noire d2 · Roi blanc sur case blanche d1 | Pion noir sur case blanche d7 · Fou blanc sur case blanche g6 · Roi noir sur case blanche b5 · Pion noir sur case blanche b3 · Pion noir sur case noire e3 · Fou noir sur case noire d2 · Roi blanc sur case blanche d1 | Pion noir sur case blanche d7 · Fou blanc sur case blanche g6 · Roi noir sur case blanche b5 · Pion noir sur case blanche b3 · Pion noir sur case noire e3 · Fou noir sur case noire d2 · Roi blanc sur case blanche d1 | Pion noir sur case blanche d7 · Fou blanc sur case blanche g6 · Roi noir sur case blanche b5 · Pion noir sur case blanche b3 · Pion noir sur case noire e3 · Fou noir sur case noire d2 · Roi blanc sur case blanche d1 | 3 |
| 2 | Pion noir sur case blanche d7 · Fou blanc sur case blanche g6 · Roi noir sur case blanche b5 · Pion noir sur case blanche b3 · Pion noir sur case noire e3 · Fou noir sur case noire d2 · Roi blanc sur case blanche d1 | Pion noir sur case blanche d7 · Fou blanc sur case blanche g6 · Roi noir sur case blanche b5 · Pion noir sur case blanche b3 · Pion noir sur case noire e3 · Fou noir sur case noire d2 · Roi blanc sur case blanche d1 | Pion noir sur case blanche d7 · Fou blanc sur case blanche g6 · Roi noir sur case blanche b5 · Pion noir sur case blanche b3 · Pion noir sur case noire e3 · Fou noir sur case noire d2 · Roi blanc sur case blanche d1 | Pion noir sur case blanche d7 · Fou blanc sur case blanche g6 · Roi noir sur case blanche b5 · Pion noir sur case blanche b3 · Pion noir sur case noire e3 · Fou noir sur case noire d2 · Roi blanc sur case blanche d1 | Pion noir sur case blanche d7 · Fou blanc sur case blanche g6 · Roi noir sur case blanche b5 · Pion noir sur case blanche b3 · Pion noir sur case noire e3 · Fou noir sur case noire d2 · Roi blanc sur case blanche d1 | Pion noir sur case blanche d7 · Fou blanc sur case blanche g6 · Roi noir sur case blanche b5 · Pion noir sur case blanche b3 · Pion noir sur case noire e3 · Fou noir sur case noire d2 · Roi blanc sur case blanche d1 | Pion noir sur case blanche d7 · Fou blanc sur case blanche g6 · Roi noir sur case blanche b5 · Pion noir sur case blanche b3 · Pion noir sur case noire e3 · Fou noir sur case noire d2 · Roi blanc sur case blanche d1 | Pion noir sur case blanche d7 · Fou blanc sur case blanche g6 · Roi noir sur case blanche b5 · Pion noir sur case blanche b3 · Pion noir sur case noire e3 · Fou noir sur case noire d2 · Roi blanc sur case blanche d1 | 2 |
| 1 | Pion noir sur case blanche d7 · Fou blanc sur case blanche g6 · Roi noir sur case blanche b5 · Pion noir sur case blanche b3 · Pion noir sur case noire e3 · Fou noir sur case noire d2 · Roi blanc sur case blanche d1 | Pion noir sur case blanche d7 · Fou blanc sur case blanche g6 · Roi noir sur case blanche b5 · Pion noir sur case blanche b3 · Pion noir sur case noire e3 · Fou noir sur case noire d2 · Roi blanc sur case blanche d1 | Pion noir sur case blanche d7 · Fou blanc sur case blanche g6 · Roi noir sur case blanche b5 · Pion noir sur case blanche b3 · Pion noir sur case noire e3 · Fou noir sur case noire d2 · Roi blanc sur case blanche d1 | Pion noir sur case blanche d7 · Fou blanc sur case blanche g6 · Roi noir sur case blanche b5 · Pion noir sur case blanche b3 · Pion noir sur case noire e3 · Fou noir sur case noire d2 · Roi blanc sur case blanche d1 | Pion noir sur case blanche d7 · Fou blanc sur case blanche g6 · Roi noir sur case blanche b5 · Pion noir sur case blanche b3 · Pion noir sur case noire e3 · Fou noir sur case noire d2 · Roi blanc sur case blanche d1 | Pion noir sur case blanche d7 · Fou blanc sur case blanche g6 · Roi noir sur case blanche b5 · Pion noir sur case blanche b3 · Pion noir sur case noire e3 · Fou noir sur case noire d2 · Roi blanc sur case blanche d1 | Pion noir sur case blanche d7 · Fou blanc sur case blanche g6 · Roi noir sur case blanche b5 · Pion noir sur case blanche b3 · Pion noir sur case noire e3 · Fou noir sur case noire d2 · Roi blanc sur case blanche d1 | Pion noir sur case blanche d7 · Fou blanc sur case blanche g6 · Roi noir sur case blanche b5 · Pion noir sur case blanche b3 · Pion noir sur case noire e3 · Fou noir sur case noire d2 · Roi blanc sur case blanche d1 | 1 |
|   | a | b | c | d | e | f | g | h |   |

 Ces finales sont réputées mener fréquemment à la nulle, même en cas de déséquilibre matériel. Avec des fous de couleurs opposées, un avantage d’un pion est le plus souvent insuffisant (voir diagramme de gauche pour un exemple). Un avantage de deux pions ou plus peut également ne pas suffire (exemple : diagramme de droite,).

## Conséquences
|   | a | b | c | d | e | f | g | h |   |
| 8 | Cavalier noir sur case noire b8 · Roi noir sur case blanche c8 · Fou noir sur case blanche d7 · Pion noir sur case blanche c6 · Pion noir sur case blanche g6 · Pion blanc sur case noire g5 · Fou blanc sur case blanche a4 · Pion blanc sur case noire b4 · Roi blanc sur case noire d4 · Fou blanc sur case noire f4 | Cavalier noir sur case noire b8 · Roi noir sur case blanche c8 · Fou noir sur case blanche d7 · Pion noir sur case blanche c6 · Pion noir sur case blanche g6 · Pion blanc sur case noire g5 · Fou blanc sur case blanche a4 · Pion blanc sur case noire b4 · Roi blanc sur case noire d4 · Fou blanc sur case noire f4 | Cavalier noir sur case noire b8 · Roi noir sur case blanche c8 · Fou noir sur case blanche d7 · Pion noir sur case blanche c6 · Pion noir sur case blanche g6 · Pion blanc sur case noire g5 · Fou blanc sur case blanche a4 · Pion blanc sur case noire b4 · Roi blanc sur case noire d4 · Fou blanc sur case noire f4 | Cavalier noir sur case noire b8 · Roi noir sur case blanche c8 · Fou noir sur case blanche d7 · Pion noir sur case blanche c6 · Pion noir sur case blanche g6 · Pion blanc sur case noire g5 · Fou blanc sur case blanche a4 · Pion blanc sur case noire b4 · Roi blanc sur case noire d4 · Fou blanc sur case noire f4 | Cavalier noir sur case noire b8 · Roi noir sur case blanche c8 · Fou noir sur case blanche d7 · Pion noir sur case blanche c6 · Pion noir sur case blanche g6 · Pion blanc sur case noire g5 · Fou blanc sur case blanche a4 · Pion blanc sur case noire b4 · Roi blanc sur case noire d4 · Fou blanc sur case noire f4 | Cavalier noir sur case noire b8 · Roi noir sur case blanche c8 · Fou noir sur case blanche d7 · Pion noir sur case blanche c6 · Pion noir sur case blanche g6 · Pion blanc sur case noire g5 · Fou blanc sur case blanche a4 · Pion blanc sur case noire b4 · Roi blanc sur case noire d4 · Fou blanc sur case noire f4 | Cavalier noir sur case noire b8 · Roi noir sur case blanche c8 · Fou noir sur case blanche d7 · Pion noir sur case blanche c6 · Pion noir sur case blanche g6 · Pion blanc sur case noire g5 · Fou blanc sur case blanche a4 · Pion blanc sur case noire b4 · Roi blanc sur case noire d4 · Fou blanc sur case noire f4 | Cavalier noir sur case noire b8 · Roi noir sur case blanche c8 · Fou noir sur case blanche d7 · Pion noir sur case blanche c6 · Pion noir sur case blanche g6 · Pion blanc sur case noire g5 · Fou blanc sur case blanche a4 · Pion blanc sur case noire b4 · Roi blanc sur case noire d4 · Fou blanc sur case noire f4 | 8 |
| 7 | Cavalier noir sur case noire b8 · Roi noir sur case blanche c8 · Fou noir sur case blanche d7 · Pion noir sur case blanche c6 · Pion noir sur case blanche g6 · Pion blanc sur case noire g5 · Fou blanc sur case blanche a4 · Pion blanc sur case noire b4 · Roi blanc sur case noire d4 · Fou blanc sur case noire f4 | Cavalier noir sur case noire b8 · Roi noir sur case blanche c8 · Fou noir sur case blanche d7 · Pion noir sur case blanche c6 · Pion noir sur case blanche g6 · Pion blanc sur case noire g5 · Fou blanc sur case blanche a4 · Pion blanc sur case noire b4 · Roi blanc sur case noire d4 · Fou blanc sur case noire f4 | Cavalier noir sur case noire b8 · Roi noir sur case blanche c8 · Fou noir sur case blanche d7 · Pion noir sur case blanche c6 · Pion noir sur case blanche g6 · Pion blanc sur case noire g5 · Fou blanc sur case blanche a4 · Pion blanc sur case noire b4 · Roi blanc sur case noire d4 · Fou blanc sur case noire f4 | Cavalier noir sur case noire b8 · Roi noir sur case blanche c8 · Fou noir sur case blanche d7 · Pion noir sur case blanche c6 · Pion noir sur case blanche g6 · Pion blanc sur case noire g5 · Fou blanc sur case blanche a4 · Pion blanc sur case noire b4 · Roi blanc sur case noire d4 · Fou blanc sur case noire f4 | Cavalier noir sur case noire b8 · Roi noir sur case blanche c8 · Fou noir sur case blanche d7 · Pion noir sur case blanche c6 · Pion noir sur case blanche g6 · Pion blanc sur case noire g5 · Fou blanc sur case blanche a4 · Pion blanc sur case noire b4 · Roi blanc sur case noire d4 · Fou blanc sur case noire f4 | Cavalier noir sur case noire b8 · Roi noir sur case blanche c8 · Fou noir sur case blanche d7 · Pion noir sur case blanche c6 · Pion noir sur case blanche g6 · Pion blanc sur case noire g5 · Fou blanc sur case blanche a4 · Pion blanc sur case noire b4 · Roi blanc sur case noire d4 · Fou blanc sur case noire f4 | Cavalier noir sur case noire b8 · Roi noir sur case blanche c8 · Fou noir sur case blanche d7 · Pion noir sur case blanche c6 · Pion noir sur case blanche g6 · Pion blanc sur case noire g5 · Fou blanc sur case blanche a4 · Pion blanc sur case noire b4 · Roi blanc sur case noire d4 · Fou blanc sur case noire f4 | Cavalier noir sur case noire b8 · Roi noir sur case blanche c8 · Fou noir sur case blanche d7 · Pion noir sur case blanche c6 · Pion noir sur case blanche g6 · Pion blanc sur case noire g5 · Fou blanc sur case blanche a4 · Pion blanc sur case noire b4 · Roi blanc sur case noire d4 · Fou blanc sur case noire f4 | 7 |
| 6 | Cavalier noir sur case noire b8 · Roi noir sur case blanche c8 · Fou noir sur case blanche d7 · Pion noir sur case blanche c6 · Pion noir sur case blanche g6 · Pion blanc sur case noire g5 · Fou blanc sur case blanche a4 · Pion blanc sur case noire b4 · Roi blanc sur case noire d4 · Fou blanc sur case noire f4 | Cavalier noir sur case noire b8 · Roi noir sur case blanche c8 · Fou noir sur case blanche d7 · Pion noir sur case blanche c6 · Pion noir sur case blanche g6 · Pion blanc sur case noire g5 · Fou blanc sur case blanche a4 · Pion blanc sur case noire b4 · Roi blanc sur case noire d4 · Fou blanc sur case noire f4 | Cavalier noir sur case noire b8 · Roi noir sur case blanche c8 · Fou noir sur case blanche d7 · Pion noir sur case blanche c6 · Pion noir sur case blanche g6 · Pion blanc sur case noire g5 · Fou blanc sur case blanche a4 · Pion blanc sur case noire b4 · Roi blanc sur case noire d4 · Fou blanc sur case noire f4 | Cavalier noir sur case noire b8 · Roi noir sur case blanche c8 · Fou noir sur case blanche d7 · Pion noir sur case blanche c6 · Pion noir sur case blanche g6 · Pion blanc sur case noire g5 · Fou blanc sur case blanche a4 · Pion blanc sur case noire b4 · Roi blanc sur case noire d4 · Fou blanc sur case noire f4 | Cavalier noir sur case noire b8 · Roi noir sur case blanche c8 · Fou noir sur case blanche d7 · Pion noir sur case blanche c6 · Pion noir sur case blanche g6 · Pion blanc sur case noire g5 · Fou blanc sur case blanche a4 · Pion blanc sur case noire b4 · Roi blanc sur case noire d4 · Fou blanc sur case noire f4 | Cavalier noir sur case noire b8 · Roi noir sur case blanche c8 · Fou noir sur case blanche d7 · Pion noir sur case blanche c6 · Pion noir sur case blanche g6 · Pion blanc sur case noire g5 · Fou blanc sur case blanche a4 · Pion blanc sur case noire b4 · Roi blanc sur case noire d4 · Fou blanc sur case noire f4 | Cavalier noir sur case noire b8 · Roi noir sur case blanche c8 · Fou noir sur case blanche d7 · Pion noir sur case blanche c6 · Pion noir sur case blanche g6 · Pion blanc sur case noire g5 · Fou blanc sur case blanche a4 · Pion blanc sur case noire b4 · Roi blanc sur case noire d4 · Fou blanc sur case noire f4 | Cavalier noir sur case noire b8 · Roi noir sur case blanche c8 · Fou noir sur case blanche d7 · Pion noir sur case blanche c6 · Pion noir sur case blanche g6 · Pion blanc sur case noire g5 · Fou blanc sur case blanche a4 · Pion blanc sur case noire b4 · Roi blanc sur case noire d4 · Fou blanc sur case noire f4 | 6 |
| 5 | Cavalier noir sur case noire b8 · Roi noir sur case blanche c8 · Fou noir sur case blanche d7 · Pion noir sur case blanche c6 · Pion noir sur case blanche g6 · Pion blanc sur case noire g5 · Fou blanc sur case blanche a4 · Pion blanc sur case noire b4 · Roi blanc sur case noire d4 · Fou blanc sur case noire f4 | Cavalier noir sur case noire b8 · Roi noir sur case blanche c8 · Fou noir sur case blanche d7 · Pion noir sur case blanche c6 · Pion noir sur case blanche g6 · Pion blanc sur case noire g5 · Fou blanc sur case blanche a4 · Pion blanc sur case noire b4 · Roi blanc sur case noire d4 · Fou blanc sur case noire f4 | Cavalier noir sur case noire b8 · Roi noir sur case blanche c8 · Fou noir sur case blanche d7 · Pion noir sur case blanche c6 · Pion noir sur case blanche g6 · Pion blanc sur case noire g5 · Fou blanc sur case blanche a4 · Pion blanc sur case noire b4 · Roi blanc sur case noire d4 · Fou blanc sur case noire f4 | Cavalier noir sur case noire b8 · Roi noir sur case blanche c8 · Fou noir sur case blanche d7 · Pion noir sur case blanche c6 · Pion noir sur case blanche g6 · Pion blanc sur case noire g5 · Fou blanc sur case blanche a4 · Pion blanc sur case noire b4 · Roi blanc sur case noire d4 · Fou blanc sur case noire f4 | Cavalier noir sur case noire b8 · Roi noir sur case blanche c8 · Fou noir sur case blanche d7 · Pion noir sur case blanche c6 · Pion noir sur case blanche g6 · Pion blanc sur case noire g5 · Fou blanc sur case blanche a4 · Pion blanc sur case noire b4 · Roi blanc sur case noire d4 · Fou blanc sur case noire f4 | Cavalier noir sur case noire b8 · Roi noir sur case blanche c8 · Fou noir sur case blanche d7 · Pion noir sur case blanche c6 · Pion noir sur case blanche g6 · Pion blanc sur case noire g5 · Fou blanc sur case blanche a4 · Pion blanc sur case noire b4 · Roi blanc sur case noire d4 · Fou blanc sur case noire f4 | Cavalier noir sur case noire b8 · Roi noir sur case blanche c8 · Fou noir sur case blanche d7 · Pion noir sur case blanche c6 · Pion noir sur case blanche g6 · Pion blanc sur case noire g5 · Fou blanc sur case blanche a4 · Pion blanc sur case noire b4 · Roi blanc sur case noire d4 · Fou blanc sur case noire f4 | Cavalier noir sur case noire b8 · Roi noir sur case blanche c8 · Fou noir sur case blanche d7 · Pion noir sur case blanche c6 · Pion noir sur case blanche g6 · Pion blanc sur case noire g5 · Fou blanc sur case blanche a4 · Pion blanc sur case noire b4 · Roi blanc sur case noire d4 · Fou blanc sur case noire f4 | 5 |
| 4 | Cavalier noir sur case noire b8 · Roi noir sur case blanche c8 · Fou noir sur case blanche d7 · Pion noir sur case blanche c6 · Pion noir sur case blanche g6 · Pion blanc sur case noire g5 · Fou blanc sur case blanche a4 · Pion blanc sur case noire b4 · Roi blanc sur case noire d4 · Fou blanc sur case noire f4 | Cavalier noir sur case noire b8 · Roi noir sur case blanche c8 · Fou noir sur case blanche d7 · Pion noir sur case blanche c6 · Pion noir sur case blanche g6 · Pion blanc sur case noire g5 · Fou blanc sur case blanche a4 · Pion blanc sur case noire b4 · Roi blanc sur case noire d4 · Fou blanc sur case noire f4 | Cavalier noir sur case noire b8 · Roi noir sur case blanche c8 · Fou noir sur case blanche d7 · Pion noir sur case blanche c6 · Pion noir sur case blanche g6 · Pion blanc sur case noire g5 · Fou blanc sur case blanche a4 · Pion blanc sur case noire b4 · Roi blanc sur case noire d4 · Fou blanc sur case noire f4 | Cavalier noir sur case noire b8 · Roi noir sur case blanche c8 · Fou noir sur case blanche d7 · Pion noir sur case blanche c6 · Pion noir sur case blanche g6 · Pion blanc sur case noire g5 · Fou blanc sur case blanche a4 · Pion blanc sur case noire b4 · Roi blanc sur case noire d4 · Fou blanc sur case noire f4 | Cavalier noir sur case noire b8 · Roi noir sur case blanche c8 · Fou noir sur case blanche d7 · Pion noir sur case blanche c6 · Pion noir sur case blanche g6 · Pion blanc sur case noire g5 · Fou blanc sur case blanche a4 · Pion blanc sur case noire b4 · Roi blanc sur case noire d4 · Fou blanc sur case noire f4 | Cavalier noir sur case noire b8 · Roi noir sur case blanche c8 · Fou noir sur case blanche d7 · Pion noir sur case blanche c6 · Pion noir sur case blanche g6 · Pion blanc sur case noire g5 · Fou blanc sur case blanche a4 · Pion blanc sur case noire b4 · Roi blanc sur case noire d4 · Fou blanc sur case noire f4 | Cavalier noir sur case noire b8 · Roi noir sur case blanche c8 · Fou noir sur case blanche d7 · Pion noir sur case blanche c6 · Pion noir sur case blanche g6 · Pion blanc sur case noire g5 · Fou blanc sur case blanche a4 · Pion blanc sur case noire b4 · Roi blanc sur case noire d4 · Fou blanc sur case noire f4 | Cavalier noir sur case noire b8 · Roi noir sur case blanche c8 · Fou noir sur case blanche d7 · Pion noir sur case blanche c6 · Pion noir sur case blanche g6 · Pion blanc sur case noire g5 · Fou blanc sur case blanche a4 · Pion blanc sur case noire b4 · Roi blanc sur case noire d4 · Fou blanc sur case noire f4 | 4 |
| 3 | Cavalier noir sur case noire b8 · Roi noir sur case blanche c8 · Fou noir sur case blanche d7 · Pion noir sur case blanche c6 · Pion noir sur case blanche g6 · Pion blanc sur case noire g5 · Fou blanc sur case blanche a4 · Pion blanc sur case noire b4 · Roi blanc sur case noire d4 · Fou blanc sur case noire f4 | Cavalier noir sur case noire b8 · Roi noir sur case blanche c8 · Fou noir sur case blanche d7 · Pion noir sur case blanche c6 · Pion noir sur case blanche g6 · Pion blanc sur case noire g5 · Fou blanc sur case blanche a4 · Pion blanc sur case noire b4 · Roi blanc sur case noire d4 · Fou blanc sur case noire f4 | Cavalier noir sur case noire b8 · Roi noir sur case blanche c8 · Fou noir sur case blanche d7 · Pion noir sur case blanche c6 · Pion noir sur case blanche g6 · Pion blanc sur case noire g5 · Fou blanc sur case blanche a4 · Pion blanc sur case noire b4 · Roi blanc sur case noire d4 · Fou blanc sur case noire f4 | Cavalier noir sur case noire b8 · Roi noir sur case blanche c8 · Fou noir sur case blanche d7 · Pion noir sur case blanche c6 · Pion noir sur case blanche g6 · Pion blanc sur case noire g5 · Fou blanc sur case blanche a4 · Pion blanc sur case noire b4 · Roi blanc sur case noire d4 · Fou blanc sur case noire f4 | Cavalier noir sur case noire b8 · Roi noir sur case blanche c8 · Fou noir sur case blanche d7 · Pion noir sur case blanche c6 · Pion noir sur case blanche g6 · Pion blanc sur case noire g5 · Fou blanc sur case blanche a4 · Pion blanc sur case noire b4 · Roi blanc sur case noire d4 · Fou blanc sur case noire f4 | Cavalier noir sur case noire b8 · Roi noir sur case blanche c8 · Fou noir sur case blanche d7 · Pion noir sur case blanche c6 · Pion noir sur case blanche g6 · Pion blanc sur case noire g5 · Fou blanc sur case blanche a4 · Pion blanc sur case noire b4 · Roi blanc sur case noire d4 · Fou blanc sur case noire f4 | Cavalier noir sur case noire b8 · Roi noir sur case blanche c8 · Fou noir sur case blanche d7 · Pion noir sur case blanche c6 · Pion noir sur case blanche g6 · Pion blanc sur case noire g5 · Fou blanc sur case blanche a4 · Pion blanc sur case noire b4 · Roi blanc sur case noire d4 · Fou blanc sur case noire f4 | Cavalier noir sur case noire b8 · Roi noir sur case blanche c8 · Fou noir sur case blanche d7 · Pion noir sur case blanche c6 · Pion noir sur case blanche g6 · Pion blanc sur case noire g5 · Fou blanc sur case blanche a4 · Pion blanc sur case noire b4 · Roi blanc sur case noire d4 · Fou blanc sur case noire f4 | 3 |
| 2 | Cavalier noir sur case noire b8 · Roi noir sur case blanche c8 · Fou noir sur case blanche d7 · Pion noir sur case blanche c6 · Pion noir sur case blanche g6 · Pion blanc sur case noire g5 · Fou blanc sur case blanche a4 · Pion blanc sur case noire b4 · Roi blanc sur case noire d4 · Fou blanc sur case noire f4 | Cavalier noir sur case noire b8 · Roi noir sur case blanche c8 · Fou noir sur case blanche d7 · Pion noir sur case blanche c6 · Pion noir sur case blanche g6 · Pion blanc sur case noire g5 · Fou blanc sur case blanche a4 · Pion blanc sur case noire b4 · Roi blanc sur case noire d4 · Fou blanc sur case noire f4 | Cavalier noir sur case noire b8 · Roi noir sur case blanche c8 · Fou noir sur case blanche d7 · Pion noir sur case blanche c6 · Pion noir sur case blanche g6 · Pion blanc sur case noire g5 · Fou blanc sur case blanche a4 · Pion blanc sur case noire b4 · Roi blanc sur case noire d4 · Fou blanc sur case noire f4 | Cavalier noir sur case noire b8 · Roi noir sur case blanche c8 · Fou noir sur case blanche d7 · Pion noir sur case blanche c6 · Pion noir sur case blanche g6 · Pion blanc sur case noire g5 · Fou blanc sur case blanche a4 · Pion blanc sur case noire b4 · Roi blanc sur case noire d4 · Fou blanc sur case noire f4 | Cavalier noir sur case noire b8 · Roi noir sur case blanche c8 · Fou noir sur case blanche d7 · Pion noir sur case blanche c6 · Pion noir sur case blanche g6 · Pion blanc sur case noire g5 · Fou blanc sur case blanche a4 · Pion blanc sur case noire b4 · Roi blanc sur case noire d4 · Fou blanc sur case noire f4 | Cavalier noir sur case noire b8 · Roi noir sur case blanche c8 · Fou noir sur case blanche d7 · Pion noir sur case blanche c6 · Pion noir sur case blanche g6 · Pion blanc sur case noire g5 · Fou blanc sur case blanche a4 · Pion blanc sur case noire b4 · Roi blanc sur case noire d4 · Fou blanc sur case noire f4 | Cavalier noir sur case noire b8 · Roi noir sur case blanche c8 · Fou noir sur case blanche d7 · Pion noir sur case blanche c6 · Pion noir sur case blanche g6 · Pion blanc sur case noire g5 · Fou blanc sur case blanche a4 · Pion blanc sur case noire b4 · Roi blanc sur case noire d4 · Fou blanc sur case noire f4 | Cavalier noir sur case noire b8 · Roi noir sur case blanche c8 · Fou noir sur case blanche d7 · Pion noir sur case blanche c6 · Pion noir sur case blanche g6 · Pion blanc sur case noire g5 · Fou blanc sur case blanche a4 · Pion blanc sur case noire b4 · Roi blanc sur case noire d4 · Fou blanc sur case noire f4 | 2 |
| 1 | Cavalier noir sur case noire b8 · Roi noir sur case blanche c8 · Fou noir sur case blanche d7 · Pion noir sur case blanche c6 · Pion noir sur case blanche g6 · Pion blanc sur case noire g5 · Fou blanc sur case blanche a4 · Pion blanc sur case noire b4 · Roi blanc sur case noire d4 · Fou blanc sur case noire f4 | Cavalier noir sur case noire b8 · Roi noir sur case blanche c8 · Fou noir sur case blanche d7 · Pion noir sur case blanche c6 · Pion noir sur case blanche g6 · Pion blanc sur case noire g5 · Fou blanc sur case blanche a4 · Pion blanc sur case noire b4 · Roi blanc sur case noire d4 · Fou blanc sur case noire f4 | Cavalier noir sur case noire b8 · Roi noir sur case blanche c8 · Fou noir sur case blanche d7 · Pion noir sur case blanche c6 · Pion noir sur case blanche g6 · Pion blanc sur case noire g5 · Fou blanc sur case blanche a4 · Pion blanc sur case noire b4 · Roi blanc sur case noire d4 · Fou blanc sur case noire f4 | Cavalier noir sur case noire b8 · Roi noir sur case blanche c8 · Fou noir sur case blanche d7 · Pion noir sur case blanche c6 · Pion noir sur case blanche g6 · Pion blanc sur case noire g5 · Fou blanc sur case blanche a4 · Pion blanc sur case noire b4 · Roi blanc sur case noire d4 · Fou blanc sur case noire f4 | Cavalier noir sur case noire b8 · Roi noir sur case blanche c8 · Fou noir sur case blanche d7 · Pion noir sur case blanche c6 · Pion noir sur case blanche g6 · Pion blanc sur case noire g5 · Fou blanc sur case blanche a4 · Pion blanc sur case noire b4 · Roi blanc sur case noire d4 · Fou blanc sur case noire f4 | Cavalier noir sur case noire b8 · Roi noir sur case blanche c8 · Fou noir sur case blanche d7 · Pion noir sur case blanche c6 · Pion noir sur case blanche g6 · Pion blanc sur case noire g5 · Fou blanc sur case blanche a4 · Pion blanc sur case noire b4 · Roi blanc sur case noire d4 · Fou blanc sur case noire f4 | Cavalier noir sur case noire b8 · Roi noir sur case blanche c8 · Fou noir sur case blanche d7 · Pion noir sur case blanche c6 · Pion noir sur case blanche g6 · Pion blanc sur case noire g5 · Fou blanc sur case blanche a4 · Pion blanc sur case noire b4 · Roi blanc sur case noire d4 · Fou blanc sur case noire f4 | Cavalier noir sur case noire b8 · Roi noir sur case blanche c8 · Fou noir sur case blanche d7 · Pion noir sur case blanche c6 · Pion noir sur case blanche g6 · Pion blanc sur case noire g5 · Fou blanc sur case blanche a4 · Pion blanc sur case noire b4 · Roi blanc sur case noire d4 · Fou blanc sur case noire f4 | 1 |
|   | a | b | c | d | e | f | g | h |   |

Parfois, un joueur en retard matériellement peut éviter la défaite en rentrant dans une finale de fous de couleurs opposées. Par exemple, dans le diagramme à droite, le grand maître international Mark Taïmanov, avec les Blancs, a une position gagnante : sa paire de fous est très puissante, son roi est plus actif, et les pions des Noirs sont faibles. Les Blancs peuvent gagner par :

1. Fc2! Fe8 2. Fxb8 Rxb8 3. Re5, suivi de Rf6, gagnant le pion g des Noirs et la partie,
ou bien après 1...Ca6 2. Fd6

Taïmanov avait vu cette ligne, mais il pensait que l’ordre dans lequel il jouait Fc2 et Fxb8 n’avait pas d’importance. Il a joué 1. Fxb8?, pensant pouvoir transposer dans la ligne ci-dessus après 1...Rxb8 2. Fc2 Fe8 3. Re5. Mais David Bronstein l’a surpris avec 1...c5+!! 2. Rxc5 Fxa4, aboutissant à une finale de fous de couleurs opposées totalement nulle : après que les Blancs déplacent leur fou laissé en prise, les Noirs peuvent jouer 3...Rb7 suivi de 4...Fc2 ; ensuite, les Noirs peuvent maintenir leur roi en b7 indéfiniment, bloquant le pion des Blancs, et faire coulisser leur fou le long de la diagonale b1–f5 pour défendre leur propre pion.